# Marathon van Parijs 1978
De marathon van Parijs 1978 werd gelopen op zaterdag 27 juni 1978. Het was de derde editie van deze marathon. De wedstrijd werd gelopen in vier rondes van 10,5 km.
Winnaar werd de Fransman Gilbert Coutant in 2:34.55. Hij was hiermee bijna een kwartier langzamer dan het parcoursrecord van 2:20.58 uit 1976. Volgens sommige bronnen was de Amerikaanse "Lawrence" de eerst aankomende vrouw met een finishtijd van 3:26.15.
In totaal beëindigden 148 marathonlopers de wedstrijd.

## Uitslagen

### Mannen
| rang   | naam            | land | tijd    |
| ------ | --------------- | ---- | ------- |
| Goud   | Gilbert Coutant | FRA  | 2:34.55 |
| Zilver | Gerard Metayer  | FRA  | 2:37.14 |
| Brons  | Warlaumont      | FRA  | 2:38.19 |
| 4      | Coraboeuf       | FRA  | 2:41.27 |
| 5      | Maillet         | FRA  | 2:42.04 |
| 6      | Carrayol        | FRA  | 2:43.55 |
| 7      | Aveline         | FRA  | 2:44.59 |
| 8      | Bourinet        | FRA  | 2:47.56 |
| 9      | Laboureau       | FRA  | 2:50.48 |
| 10     | Pinault         | FRA  | 2:51.46 |

### Vrouwen
| rang | naam     | land | tijd    |
| ---- | -------- | ---- | ------- |
| Goud | Lawrence | USA  | 3:26.15 |

1976 ·
1977 ·
1978 ·
1979 ·
1980 ·
1981 ·
1982 ·
1983 ·
1984 ·
1985 ·
1986 ·
1987 ·
1988 ·
1989 ·
1990 ·
1991 ·
1992 ·
1993 ·
1994 ·
1995 ·
1996 ·
1997 ·
1998 ·
1999 ·
2000 ·
2001 ·
2002 ·
2003 ·
2004 ·
2005 ·
2006 ·
2007 ·
2008 ·
2009 ·
2010 ·
2011 · 
2012 · 
2013 ·
2014 ·
2015 ·
2016 ·
2017